# Grua, Weitensfeld im Gurktal
Grua je naselje v Občini Weitensfeld im Gurktal v Okraju Šentvid ob Glini na Koroškem v Avstriji.